# 로제 마르슈
로제 가스통 루이 마르슈(프랑스어: Roger Gaston Louis Marche; 1924년 3월 5일, 샹파뉴-아르덴 지방 비예르-세뫼즈 ~ 1997년 11월 1일, 샹파뉴-아르덴 지방 샬빌-메지에르)는 프랑스의 전 축구 선수로, 현역 시절 수비수로 활약했다. 그는 프랑스 국가대표팀 일원으로 1954년과 1958년 월드컵에 참가했다. 그는 출신지로부터 착안해 아르덴의 멧돼지(Le Sanglier des Ardennes)라는 별칭이 붙었다.

## 경력
마르슈는 아르덴 주 비예르-세뫼즈 출신으로, 프랑스 1부 리그 최다 출전 기록 보유자로, 스타드 랭스와 라싱 파리 소속으로 도합 542번의 경기에 출전했다.
그는 1947년부터 1959년까지 프랑스 국가대표팀에서도 활약했으며, 당시 프랑스 국가대표팀 역대 최다인 63경기 출전을 기록해 에티엔 마틀레가 1940년에 세운 종전 기록인 46경기 출전 기록을 넘어섰다. 마르슈의 기록은 1983년에 수비수 마리위스 트레소르가 64번째 경기를 출전하며 깨졌다. 이후, 몇몇 선수들이 계속해서 그의 기록을 넘어섰다. 또한, 국가대표팀 은퇴 당시 35세 287일로 역대 최고령 국가대표팀 득점 기록도 세웠지만, 이 기록도 2022년 9월 22일에 올리비에 지루의 득점으로 깨졌다.
1997년, 마르슈는 샬빌-메지에르에서 향년 73세로 영면에 들었다.

## 수상
랭스
- 디비시옹 1
  - 우승: 1948–49, 1952–53
  - 준우승: 1946–47, 1953–54
- 쿠프 드 프랑스: 1949–50
- 트로페 데 샹피옹: 1949
- 코파 라티나: 1953

프랑스
- 월드컵 3위: 1958